# Sims, Illinois
Sims är en ort i Wayne County i delstaten Illinois, USA.